# Damián (nombre)
Damián es un nombre propio masculino español. Deriva del nombre en griego Δαμιανός (domador), que a su vez proviene del verbo δαμάζω (dominar, someter, domar). Otras variantes del mismo nombre son Damiano, Damien y Demian.

## Santoral
- 15 de abril: san Damián de Molokai (1840-1889), apóstol de los leprosos

- 26 de septiembre: san Damián, médico mártir en Siria (286)

## Variantes
- Demián
- Femenino: Damiana.

| Alemán    | Damian              |       |             |
| Asturiano | Damianu             |       |             |
| Catalán   | Damià               |       |             |
| Checo     | Damián              |       |             |
| Corso     | Damianu             |       |             |
| Croata    | Damjan              |       |             |
| Eslovaco  | Damián              |       |             |
| Esloveno  | Damijan             |       |             |
| Euskera   | Damen               |       |             |
| Francés   | Damien              |       |             |
| Gallego   | Damián, Damán       |       |             |
| Georgiano | დამიანე (Damiane)   |       |             |
| Griego    | Δαμιανός (Damianos) |       |             |
| Holandés  | Damianus, Damiaan   |       |             |
| Húngaro   | Damján              |       |             |
| Inglés    | Damian              |       |             |
| Islandés  | Damíanus            |       |             |
| Italiano  | Damiano             |       |             |
| Latín     | Damianus            |       |             |
| Lituano   | Damijonas           |       |             |
| hebreo    | דאמיאן              |       |             |
| Polaco    | Damian              |       |             |
| Portugués | Damião              |       |             |
| Rumano    | Damian              |       |             |
| Ruso      | Дамиан              |       |             |
| Sardo     | Damiànu             |       |             |
| Serbio    | Дамјан (Damjan)     |       |             |
| Sueco     | Damianus            |       |             |
| Ucraniano | Дем’ян (Demiyan)    | uigur | ji◘a (null) |